# Polo aquático nos Jogos Olímpicos de Verão de 1976
O torneio de Pólo aquático nos Jogos Olímpicos de Verão de 1976 foi realizado em Montreal, no Canadá.

## Masculino
| Ouro | Prata | Bronze |
| Hungria Gábor Csapó Tibor Cservenyák Tamás Faragó György Gerendás György Horkai György Kenéz Ferenc Konrád Endre Molnár László Sárosi Attila Sudár István Szivós | Itália Umberto Penerai Roldano Simeoni Riccardo De Magistris Alessandro Ghibellini Sante Marsili Vincenzo D'Angelo Marcello Del Duca Gianni De Magistris Alberto Alberani Silvio Baracchini Luigi Castagnola | Países Baixos Alex Boegschoten Ton Buunk Piet de Zwarte Andy Hoepelman Evert Kroon Nico Landeweerd Hans Smits Gijze Stroboer Rik Toonen Hans van Zeeland Jan Evert Veer |

### Primeira fase

#### Grupo A
| Equipe         | Pts | J | V | E | D | GP | GC |
| -------------- | --- | - | - | - | - | -- | -- |
| ITA Itália     | 5   | 3 | 2 | 1 | 0 | 26 | 13 |
| YUG Iugoslávia | 4   | 3 | 1 | 2 | 0 | 25 | 10 |
| CUB Cuba       | 3   | 3 | 1 | 1 | 1 | 22 | 15 |
| IRI Irã        | 0   | 3 | 0 | 0 | 3 | 4  | 39 |

| 18 de julho |      |        |
| Itália      | 12–1 | Irã    |
| Iugoslávia  | 4–4  | Cuba   |
| 19 de julho |      |        |
| Itália      | 8–6  | Cuba   |
| Iugoslávia  | 15–0 | Irã    |
| 20 de julho |      |        |
| Cuba        | 12–3 | Irã    |
| Iugoslávia  | 6–6  | Itália |

#### Grupo B
| Equipe              | Pts | J | V | E | D | GP | GC |
| ------------------- | --- | - | - | - | - | -- | -- |
| NED Países Baixos   | 6   | 3 | 3 | 0 | 0 | 14 | 10 |
| ROM Romênia         | 3   | 3 | 1 | 1 | 1 | 18 | 14 |
| URS União Soviética | 3   | 3 | 1 | 1 | 1 | 14 | 12 |
| MEX México          | 0   | 3 | 0 | 0 | 3 | 10 | 20 |

| 18 de julho   |     |                 |
| Romênia       | 5–5 | União Soviética |
| Países Baixos | 5–3 | México          |
| 19 de julho   |     |                 |
| Romênia       | 8–3 | México          |
| Países Baixos | 3–2 | União Soviética |
| 20 de julho   |     |                 |
| México        | 4–7 | União Soviética |
| Países Baixos | 6–5 | Romênia         |

#### Grupo C
| Equipe                 | Pts | J | V | E | D | GP | GC |
| ---------------------- | --- | - | - | - | - | -- | -- |
| HUN Hungria            | 6   | 3 | 3 | 0 | 0 | 15 | 8  |
| FRG Alemanha Ocidental | 4   | 3 | 2 | 0 | 1 | 9  | 7  |
| CAN Canadá             | 2   | 3 | 1 | 0 | 2 | 8  | 14 |
| AUS Austrália          | 0   | 3 | 0 | 0 | 3 | 14 | 17 |

| 18 de julho        |     |           |
| Hungria            | 7–6 | Austrália |
| Alemanha Ocidental | 5–0 | Canadá    |
| 19 de julho        |     |           |
| Hungria            | 4–2 | Canadá    |
| Alemanha Ocidental | 4–3 | Austrália |
| 20 de julho        |     |           |
| Canadá             | 6–5 | Austrália |
| Alemanha Ocidental | 0–4 | Hungria   |

### Fase final

#### Grupo D
| Equipe                 | Pts | J | V | E | D | GP | GC |
| ---------------------- | --- | - | - | - | - | -- | -- |
| HUN Hungria            | 9   | 5 | 4 | 1 | 0 | 30 | 24 |
| ITA Itália             | 6   | 5 | 2 | 2 | 1 | 21 | 20 |
| NED Países Baixos      | 6   | 5 | 2 | 2 | 1 | 18 | 17 |
| ROM Romênia            | 5   | 5 | 1 | 3 | 1 | 26 | 25 |
| YUG Iugoslávia         | 3   | 5 | 0 | 3 | 2 | 21 | 24 |
| FRG Alemanha Ocidental | 1   | 5 | 0 | 1 | 4 | 15 | 21 |

| 22 de julho        |     |                    |
| Itália             | 5–6 | Hungria            |
| Romênia            | 5–5 | Iugoslávia         |
| Países Baixos      | 3–2 | Alemanha Ocidental |
| 23 de julho        |     |                    |
| Itália             | 5–4 | Iugoslávia         |
| Países Baixos      | 4–4 | Romênia            |
| Hungria            | 5–3 | Alemanha Ocidental |
| 24 de julho        |     |                    |
| Alemanha Ocidental | 4–4 | Iugoslávia         |
| Países Baixos      | 3–5 | Hungria            |
| Itália             | 4–4 | Romênia            |
| 26 de julho        |     |                    |
| Romênia            | 8–9 | Hungria            |
| Itália             | 4–3 | Alemanha Ocidental |
| Países Baixos      | 5–3 | Iugoslávia         |
| 27 de julho        |     |                    |
| Iugoslávia         | 5–5 | Hungria            |
| Alemanha Ocidental | 3–5 | Romênia            |
| Países Baixos      | 3–3 | Itália             |

#### Grupo E
| Equipe              | Pts | J | V | E | D | GP | GC |
| ------------------- | --- | - | - | - | - | -- | -- |
| CUB Cuba            | 9   | 5 | 4 | 1 | 0 | 34 | 16 |
| URS União Soviética | 7   | 5 | 3 | 1 | 1 | 33 | 16 |
| CAN Canadá          | 6   | 5 | 2 | 2 | 1 | 27 | 21 |
| MEX México          | 5   | 5 | 1 | 3 | 1 | 26 | 19 |
| AUS Austrália       | 3   | 5 | 1 | 1 | 3 | 22 | 25 |
| IRI Irã             | 0   | 5 | 0 | 0 | 5 | 8  | 53 |

| 22 de julho     |      |                 |
| Cuba            | 5–0  | União Soviética |
| Canadá          | 4–3  | Austrália       |
| México          | 11–3 | Irã             |
| 23 de julho     |      |                 |
| Canadá          | 5–7  | Cuba            |
| México          | 3–4  | União Soviética |
| Austrália       | 8–2  | Irã             |
| 24 de julho     |      |                 |
| Canadá          | 8–1  | Irã             |
| México          | 4–4  | Cuba            |
| Austrália       | 2–7  | União Soviética |
| 26 de julho     |      |                 |
| Canadá          | 6–6  | União Soviética |
| Cuba            | 10–2 | Irã             |
| México          | 4–4  | Austrália       |
| 27 de julho     |      |                 |
| União Soviética | 16–0 | Irã             |
| Cuba            | 5–8  | Austrália       |
| Canadá          | 4–4  | México          |

## Classificação final
| Pos. | País                   |
| ---- | ---------------------- |
|      | HUN Hungria            |
|      | ITA Itália             |
|      | NED Países Baixos      |
| 4    | ROM Romênia            |
| 5    | YUG Iugoslávia         |
| 6    | FRG Alemanha Ocidental |
| 7    | CUB Cuba               |
| 8    | URS União Soviética    |
| 9    | CAN Canadá             |
| 10   | MEX México             |
| 11   | AUS Austrália          |
| 12   | IRI Irã                |